# De Staat

Circlepit während „Witch Doctor“ beim Musikfestival Zwarte Cross 2016

De Staat ist eine Alternative-Rock-Band aus Nijmegen in den Niederlanden.

## Geschichte
De Staat war ursprünglich ein Ein-Mann-Projekt des Sängers Torre Florim, der die Band gründete. Ihre erste Demo nahmen sie 2007 in Florims Wohnung auf. Schon bevor sie einen Plattenvertrag unterschrieben, waren sie eine bekannte Band, da ihre Auftritte in den Niederlanden sehr gut aufgenommen wurden. Sie waren außerdem die Vorgruppe der belgischen Band dEUS.
Die Band unterschrieb 2008 einen Plattenvertrag und veröffentlichte Anfang 2009 ihr Debütalbum, Wait for Evolution, auf dem alle Songs von Florim selbst komponiert und produziert wurden. Er schrieb das Album als Abschlussprojekt für sein Musikproduktions-Studium. Er produzierte nicht nur sein eigenes Album selbst, auch das Debütalbum der niederländischen Band Go Back to the Zoo wurde im Jahre 2008 von ihm produziert. Innerhalb eines Jahres stieg De Staats Bekanntheitsgrad an und sie spielten auf Festivals wie Glastonbury, Sziget und Lowlands. Auf dem Lowlands Festival wurden sie von Chris Goss entdeckt, der sie Mascot Records vorstellte, worauf 2010 ihr Album Wait for Evolution international veröffentlicht wurde.
Die Band veröffentlichte seitdem im März 2011 ihr zweites Album Machinery und im September 2013 das dritte Werk I_CON.

## Auszeichnungen

### Gewonnen
- Live XS magazine – Bestes Album 2009
- 3VOOR12 Award 2009 – Bestes Album in den Niederlanden
- "Duiveltje" – Bester Sänger 2009

### Nominiert
- Edison Award – Bestes Album 2010
- 3FM Award 2010
- 3FM Award 2011

## Diskografie

### Alben
- Wait for Evolution (2009)
- Machinery (2011)
- I_Con (2013)
- Vinticious Versions (2014)
- O (2016)
- Bubble Gum (2019)
- Red / Yellow / Blue (2023)

### EPs
- Yellow (2022)
- Red (2022)
- Blue (2022)

### Singles
- The Fantastic Journey of the Underground Man (2010)
- Wait for Evolution (2010)
- Sweatshop (2011)
- Ah, I See (2011)
- I’ll Never Marry You (2011)
- I’m a Rat (2011)
- Make Way for the Passenger (2013)
- Devil’s Blood (2013)
- Down Town (2013)
- All Is Dull (2013)
- Get It Together (2014)
- Input Source Select (Vinticious Version) (2014)
- Witch Doctor (2015)
- Peptalk (2015)
- Kitty Kitty (2018)